# رايتسونيك
 رايتسونيك هي شركة متخصصة في تطوير أدوات الذكاء الاصطناعي لإنشاء محتوى بشكل احترافي وسريع. تأسست على يد سامانيو غارغ في أكتوبر 2020 ومقرها في سان فرانسيسكو. وتعتمد المنصة على تقنيات GPT-3.5 و GPT-4 في تشغيل خدماتها.
تعتبر رايتسونيك أول وكيل ذكاء اصطناعي يتصل بأدوات التسويق الخاصة بالمستخدم مثل ريديت (Reddit)، إتش ريفس (Ahrefs)، سيرتش كونسول (Search Console)، وقائمة ترتيب نتائج البحث (SERP) ليقوم بأتمتة سير العمل الكامل وذلك لتحسين محركات البحث (SEO) والمحتوى، بدءًا من البحث وصولاً إلى تحقيق الترتيب في نتائج البحث. كما أنها تعمل بالبيانات الحقيقية لزيادة عدد زيارات موقع المستخدم الإلكتروني.

## لمحة تاريخية
كانت شركة رايتسونيك تُعرف في الأصل باسم ماجيك فلو، وقد حصلت على تمويل أولي بقيمة 2.5 مليون دولار من عدة مستثمرين، بما في ذلك واي كومبنيتور وهوف كابيتال (HOF Capital)، وسوما كابيتال (Soma Capital). كما قد تم تصميم تقنية الشركة خصيصًا لإنشاء المحتوى باستخدام نماذج الذكاء الاصطناعي.
كانت الشركة متورطة في فضيحة تتعلق بفيلم نافالني الحائز على جائزة الأوسكار، والذي يدور حول أليكسي نافالني، وذلك عندما كُشف أن موقع ذا غرايزون [الإنجليزية]
 نشر مقالاً للصحفية لوسي كوميسار [الإنجليزية]
، ادعت فيه أنها استخدمت أداة رايتسونيك لإنتاج معلومات غير دقيقة في مراجعة الفيلم.

## قراءة إضافية
- Almaraz-López, Cristina; Almaraz-Menéndez, Fernando; López-Esteban, Carmen (Jun 2023). "Comparative Study of the Attitudes and Perceptions of University Students in Business Administration and Management and in Education toward Artificial Intelligence". Education Sciences (بالإنجليزية). 13 (6): 609. DOI:10.3390/educsci13060609. ISSN:2227-7102.
- Chaka، Chaka (2023). "Generative AI Chatbots - ChatGPT versus YouChat versus Chatsonic: Use Cases of Selected Areas of Applied English Language Studies". International Journal of Learning, Teaching and Educational Research. ج. 22 ع. 6: 1–19. DOI:10.26803/ijlter.22.6.1.